# Spalone mosty (film 2007)
Spalone mosty (hiszp. Quemar las naves) – meksykański dramat filmowy z 2007 roku w reżyserii Francisca Franca Alby. Zdjęcia kręcono w stanie Zacatecas.

## Opis fabuły
Nastoletnie rodzeństwo opiekuje się chorą na raka matką, Eugenią, w ostatnich dniach jej życia. Helena jest egoistką i marzycielką, swojego brata kocha w dwuznaczny sposób. Sebastián kończy katolickie liceum; jest artystą i outsiderem. Gdy Eugenia umiera, Helena postanawia przejąć jej rolę i opiekować się niewiele młodszym bratem. Sebastián czuje się zagubiony. Poszukując własnej tożsamości, zaprzyjaźnia się z Juanem, szkolnym chuliganem. Obaj odkrywają własną homoseksualność.

## Obsada
- Irene Azuela − Helena
- Ángel Onésimo Nevares − Sebastián
- Claudette Maillé − Eugenia
- Bernardo Benítez − Juan
- Ramón Valdés − Ismael
- Juan Carlos Barreto − Efraín
- Jessica Segura − Aurora
- Pablo Bracho − ojciec Chacón

## Nagrody i wyróżnienia
- 2007, Morelia International Film Festival:
  - Nagroda Widowni (wyróżnieni: reżyser Francisco Franco Alba, wytwórnie Instituto Mexicano de Cinematografía i Las Naves Producciones)[1]
- 2008, Ariel Awards, Mexico:
  - nagroda Silver Ariel w kategorii najlepsza aktorka (Irene Azuela)[1]
  - nagroda Silver Ariel w kategorii najlepsza muzyka (Alejandro Giacomán, Joselo Rangel)[1]